# Viktor Frankl
Viktor Emil Frankl (Vienna, 26 marzo 1905 – Vienna, 2 settembre 1997) è stato un neurologo, psichiatra e filosofo austriaco, uno fra i fondatori dell'analisi esistenziale e della logoterapia, metodo che tende a evidenziare il nucleo profondamente umano e spirituale dell'individuo.
Dal 1942 al 1945 fu prigioniero in quattro campi di concentramento nazisti, tra cui Auschwitz e Dachau. Il metodo di Frankl è considerato come il terzo metodo della scuola viennese (dopo quelli di Sigmund Freud e Alfred Adler).
A partire dall'esperienza della deportazione scrisse i volumi Alla ricerca di un significato della vita e I fondamenti spirituali della logoterapia. A lui si deve la definizione di nevrosi noogena, concezione secondo la quale l'equilibrio psichico dipende dalla percezione significativa del sé e del proprio vissuto.
Secondo Frankl, quando l'individuo non si sente "significativo", cerca compensazione in gratificazioni artificiali (droghe chimiche e psichiche) o in atteggiamenti di potenza (comportamenti distruttivi ed autodistruttivi). Da qui la differenza tra l'uomo d'oggi che non è più frustrato sessualmente (come l'uomo del secolo scorso), ma si sente frustrato nell'universo valoriale (differenziando così il focus dell'approccio logoterapeutico dall'originaria metapsicologia psicoanalitica pulsionalista).
(Homo patiens. Soffrire con dignità)

## I primi anni e la formazione universitaria
Viktor Frankl nasce a Vienna in una famiglia ebrea piuttosto agiata. Secondo di tre figli, sua madre, Elsa Lion, era una donna “di animo buono e generoso” e suo padre, Gabriel Frankl, era “l'opposto di carattere” : credeva in una concezione spartana della vita ed aveva un'idea analoga del dovere. Perfezionista e molto devoto alla fede ebraica, Gabriel Frankl, educò il giovane Viktor al senso della giustizia e all'equità. All'interno della sua biografia  Frankl asserisce che la struttura del suo carattere crea una sorta di ponte tra “un'estrema razionalità" (ereditata dal padre) e "una profonda emotività" (ereditata dalla madre). Bambino precoce, Viktor Frankl, all'età di tre anni aveva già deciso di intraprendere la carriera medica, poiché era fortemente attratto dal campo della ricerca. La sua famiglia amava definirlo “il pensatore”  dato che non era insolito trovarlo a riflettere e porre continuamente qualsiasi tipo di domande; lui stesso si etichetta come “uno che amava pensare fino in fondo”, facendo autocoscienza, secondo la migliore tradizione socratica, e interrogandosi sul senso della vita e, soprattutto, sul significato della sua vita. La sua predisposizione per lo studio della psiche umana inizia a manifestarsi fin dai primi studi liceali, tanto che già alla tenera età di quattordici anni si era gettato nella lettura di filosofi naturalisti quali Wilhelm Ostwald e Gustav Theodor Fechner. Poco tempo dopo, gli studi del giovane Frankl si incentrano sempre più sulla psicoanalisi. Comincia a leggere le opere delle più importanti figure nel panorama della psicoterapia: Sigmund Freud e Alfred Adler. Terminato il liceo si iscrive all'Università Popolare di Vienna, dove entra in contatto con Paul Ferdinand Schilder, un allievo di Sigmund Freud.
Intraprende uno scambio epistolare con lo stesso Freud, che intravedendo in lui una spiccata predisposizione per tali studi decise di inoltrare un suo scritto sulla mimica dell'affermazione e della negazione alla Internationale Zeitschrift für Psychoanalyse (rivista della Società psicoanalitica internazionale), che lo pubblica nel 1924. In questi anni Frankl entra in contatto anche con un importante allievo di Freud: Alfred Adler, fondatore della Psicologia Individuale e della "Seconda Scuola Viennese di Psicoterapia".
Da un punto di vista filosofico a metà degli anni Venti rimase profondamente influenzato dall'etica della persona di Max Scheler:

## Il desiderio di diventare psichiatra
Kierkegaard diceva “non disperare, segui le tue inclinazioni”. Proprio l'influenza di questo filosofo porta Frankl, da sempre interessato alle varie discipline mediche, a dedicarsi ed intraprendere la carriera di psichiatra. Era in questo ambito medico, infatti, che le doti di Frankl potevano essere espresse al meglio. Egli era molto abile nel cogliere le debolezze del paziente ma anche le sue possibilità di superare queste debolezze. Sostiene che il compito dello psichiatra sia quello di “trasformare una sofferenza apparente in un'autentica prestazione umana” . Abile nel praticare l'ipnosi a scopo terapeutico, Frankl non ha mai cercato nella psichiatria il potere di dominare e manipolare gli altri, bensì era convinto che ci fosse un “solo potere: quello di salvare; ed un solo onore: quello di aiutare” . Un'altra caratteristica che ha reso Frankl uno psichiatra di successo è l'"umorismo" ovvero la capacità di prendere distacco da alcune situazioni emotivamente difficili e porsi al di sopra di esse in modo da valutarle con spirito critico.

## Filosofia e fede
La filosofia e la fede sono temi che Frankl, nelle sue opere, ha sempre affrontato e, sia in qualità di psichiatra che di uomo, si è interessato al senso della vita arrivando all'idea che l'uomo non si deve interrogare sul senso della vita, poiché questa va oltre la ragione dell'uomo; è qualcosa a cui bisogna credere al di là della propria ragione. Da ciò il suo amor fati (Spinoza) che lo porta a pensare che ogni cosa che capita durante la vita abbia un significato e non sia solo opera del caso. Ed è proprio il destino dell'uomo che, recando in sé la concretezza della vita, lo pone di fronte a delle prove che deve affrontare in modo da sperimentare possibili valori da realizzare che elevino il suo spirito interiore.

## Rapporti con la Psicologia Individuale adleriana
Come già accennato Frankl, durante la sua carriera universitaria, entra in contatto con Alfred Adler e la Società di Psicologia individuale da lui fondata. La stima di Adler verso il giovane medico era così evidente che lo stesso Adler nel 1925 fece pubblicare sulla sua rivista Internationale Zeitschrift für Individualpsychologie un lavoro scientifico di Frankl che cercava di chiarire i confini tra la psicoterapia e la filosofia, con riguardo alle problematiche del senso e dei valori nella psicoterapia. Nel 1926 Frankl, durante il congresso internazionale di Psicologia Individuale, tiene una conferenza introduttiva in cui espone la sua teoria secondo la quale la nevrosi non è sempre dovuta ad un semplice mezzo per raggiungere uno scopo (come pensava Adler) ma deve essere interpretata anche in chiave espressiva. Si nota, già da questo intervento, che il giovane Frankl prende le distanze dal pensiero adleriano considerato da lui una forma di riduzionismo in quanto non tiene conto delle reali esigenze dell'uomo, cioè del suo bisogno di significato, ma si limita a ricercare il senso della vita dell'uomo solo in una volontà di potenza. È così che nel 1927 Frankl sotto l'influenza di Oswald Schwarts, fondatore dell'antropologia medica e “suo maestro”, si distacca per sempre dalla Società di Psicologia Individuale di Adler spiegando, durante una riunione a Vienna, che la psicologia individuale fosse cresciuta all'ombra dello psicologismo e riducesse l'uomo ad un'unica dimensione: quella umana ben diversa da quella spirituale che costituiva per Frankl una parte fondamentale dell'essere umano.

## Gli inizi della logoterapia
Frankl, dopo il distacco da Adler, si dedica alla logoterapia e analisi esistenziale tenendo delle conferenze in merito in Austria e nel resto dell'Europa. Per distinguerla dalla prima di Freud e dalla seconda di Adler, Wolfgang Soucek definì la logoterapia come la "Terza Scuola Viennese di Psicoterapia";infatti, la logoterapia, si può dire che nasca sotto l'influsso delle scuole precedenti ma se ne distacchi ben presto perché risponde al problema principale del XX secolo: il sentimento della mancanza di senso. Ciò che ha spinto Frankl a creare la logoterapia è proprio la pietà per le vittime del cinismo che hanno perso il senso della loro vita a causa delle tendenze disumanizzanti e spersonalizzanti che dilagavano nell'Europa del primo dopoguerra. Nel 1929 elabora le tre possibilità che l'uomo ha per cogliere il significato della sua vita: la prima è un'azione che l'uomo compie o un'opera che realizza; la seconda è un'esperienza o un atto d'amore; la terza è reagire di fronte ad un destino ineluttabile dando testimonianza della più umana fra le capacità umane, ovvero quella di trasfigurare la sofferenza in una prestazione umana. Per aiutare i suoi pazienti in questo percorso di cura i logoterapeuti avevano messo a punto due tecniche: l'intenzione paradossa e il comun denominatore. L'intenzione paradossa basandosi sulle capacità di autodistanziamento e autoironia produce una inversione dell'atteggiamento del paziente nei confronti delle sue paure o ossessioni; con l'umorismo il paziente si distacca da sé, o meglio dalle sue nevrosi, ed elevandosi riesce ad opporvi resistenza. Il comun denominatore, tecnica meno nota, si basa sul mettere il paziente di fronte a delle scelte in modo da evitare tra due situazioni il male peggiore.
Frankl dimostra interesse anche verso i risvolti pratici dei suoi studi: in quegli anni fonda sei centri di consulenza giovanili. I disagi giovanili erano fortemente sentiti (il suicidio era una pratica tristemente diffusa) all'interno di quella società, e i centri riscuotono un notevole successo. Il giovane studente di medicina, che in quegli anni già insegna presso la Scuola Superiore Popolare, tiene conferenze presso la Gioventù Operaia Socialista e lavora nella clinica psichiatrica dell'università. La sua rapida ascesa viene aiutata da Otto Pötzl, considerato un mentore dallo stesso Frankl.

## La guerra, la deportazione e l'internamento nei lager
Dopo la laurea approfondisce la sua formazione neurologica, dirige il "padiglione delle suicide" dell'ospedale psichiatrico Am Steinhof, e fonda un suo studio privato. L'annessione dell'Austria alla Germania nel 1938, quindi l'ingresso delle truppe naziste a Vienna, determina una svolta radicale nella sua vita. Impossibilitato alla fuga, decide di trasferirsi nel reparto di neurologia del Rothschildspital, dal quale è in grado di ostacolare, insieme a Potzl, il programma di eutanasia dei pazienti psichiatrici di Hitler. Nel 1941 ottiene il tanto desiderato visto per l'espatrio, ma piuttosto che fuggire da solo negli Stati Uniti decide di restare con i suoi genitori in Austria. Sposa un'infermiera di nome Tilly Grosser. Nel 1942, poco dopo la loro unione, Frankl venne deportato, insieme a tutti i suoi familiari, prima nel lager di Theresienstadt e successivamente ad Auschwitz. Da qui egli viene poi trasferito a Kaufering III, e infine a Turkheim. Nonostante i suoi tentativi non riesce a conservare le sue memorie trascritte in alcune bozze, di straordinaria importanza in quanto frutto di intensi anni di lavoro.
La sua esperienza nei lager fu terribile: viene colpito dal tifo petecchiale che lo riduce in fin di vita. Proprio durante questa esperienza, nasce la sua intuizione ritenuta più significativa: l'importanza della "ricerca di senso" nel proprio vissuto, che definisce autotrascendenza, ossia l'orientamento dell'esistenza umana al di là di sé, verso qualcosa che non è se stessa; i prigionieri che avevano più possibilità di sopravvivere erano quelli che si orientavano verso il futuro, verso un senso che avrebbe trovato realizzazione nel futuro. Per quanto riguarda Frankl, due erano i desideri che aveva: il primo era quello di pubblicare il manoscritto perduto ad Auschwitz Ärztliche Seelsorge ed il secondo era di riabbracciare l'amata Tilly, che aveva deciso di seguirlo in quello che credeva un campo di lavoro chiedendo esplicitamente di essere deportata con lui. Per quanto riguarda la sua famiglia, il padre Gabriel muore tra le sue braccia, e Viktor non riceve notizie della madre Else e della moglie fino alla metà del 1945, dato che era stato separato da loro durante la deportazione. Dopo lunghe ricerche apprende la scomparsa di entrambe (anche il fratello Walter muore nel lager) e ne resta profondamente colpito. Eloquenti in tale proposito sono le sue stesse parole:
(Uno psicologo nei lager)

## Il ritorno a Vienna e le prime pubblicazioni
Dopo la liberazione, Frankl ritorna a Vienna, dove diventa primario del policlinico neurologico, mantenendo la carica per 25 anni. In questi anni, sotto consiglio di Otto Kauders, successore di Pötzl, pubblica le opere che erano rimaste incompiute prima della deportazione e non avendo più nulla di cartaceo le ricostruisce basandosi unicamente sulla sua memoria, e le riassume nel libro intitolato Ärztliche Seelsorge, ovvero Cura medica dell'anima. Il titolo fu scelto in maniera provocatoria per sottolineare la sua propensione ad una terapia attenta e scientifica nei confronti delle patologie psichiatriche, troppo a lungo considerate come non indagabili dal punto di vista medico o sintomatiche di una deficienza che andava eliminata con la soppressione dell'individuo. Il libro venne pubblicato nel 1946, ed ottenne un immediato notevole successo.
Nell'aprile del 1945, appena rientrato a Vienna, Frankl scrisse in soli nove giorni Ein Psychologe erlebt das Konzentrationslager, ovvero Uno psicologo nei lager, raccontando la sua deportazione e le crudeltà subìte, ma anche le sue osservazioni sulla forza di volontà dimostrata da coloro che erano riusciti a trovare un senso alla loro esistenza. La prima edizione venne pubblicata nella primavera del 1946 in forma anonima e non ebbe successo. La seconda edizione (presso l'editore Kösel di Monaco di Baviera), firmata da Frankl e intitolata Trotzdem Ja zum Leben sagen. Ein Psychologe erlebt das Konzentrationslager (lett.: Dire sì alla vita, nonostante tutto. Uno psicologo nei lager), è invece diventata un saggio che ha venduto dieci milioni di copie, tradotto in 33 lingue. Questo best seller  fu scelto come libro dell'anno da alcune università statunitensi ed era considerato una lettura obbligatoria.

### Uno psicologo nei lager
Questo scritto gode di particolare importanza storica e psicologica perché ci si rende conto di come l'autore sperimenti le sue teorie sulla logoterapia e analisi esistenziale in un ambiente tragico quale il lager. Questa esperienza si configura per Frankl come quella durissima prova cui è stato sottoposto per temprare le proprie convinzioni. Leggendo il libro ci si rende conto come Frankl parli e analizzi la sua esperienza nei lager con una lucidità impressionante che talvolta lascia spazio al sentimento. Possiamo suddividere l'opera in tre parti nelle quali l'autore ci spiega le fasi spirituali che un internato medio vive nel lager. Nella prima parte espone lo choc dell'accettazione, durante il quale si manifestano sentimenti contrastanti: da una parte il terrore accompagnato dall'umorismo macabro della disperazione e dall'altra la curiosità di stare a vedere cosa accadrà. La seconda parte analizza la fase della vita vera e propria del lager, durante la quale il prigioniero è apatico, si chiude in se stesso e muore internamente . Infine la terza parte è una rassegna delle emozioni di un prigioniero dopo la liberazione: è colto prima da un senso di smarrimento in cui il mondo non provoca più nessuna sensazione e successivamente, dopo giorni e giorni di assistenza spirituale, l'internato riesce a ritrovare la gioia e il suo animo rompe quella corazza che si era creato precedentemente. Fondamentale per Frankl è, come citato, l'assistenza post liberazione poiché secondo lui un prigioniero che non riceve nessun aiuto a integrarsi nel mondo rischia di rimanere nel baratro della sofferenza e della depressione per sempre.

## Vita significativa e confronto con Abraham Maslow
Le idee giovanili di Frankl, dopo la sua esperienza nel lager, erano diventate senz'altro più mature e più precise. Frankl era fermamente convinto che l'essere umano, più che dal bisogno, è mosso dal desiderio di significato. Una “vita significativa” per Frankl è una vita ricca di compiti; dove il compito è un appello alla nostra capacità di rispondere ad un problema nella convinzione di poterlo risolvere. È proprio in una vita fatta di compiti che l'uomo può sperimentare la sua libertà in quanto si riconosce libero di agire facendo perno sulle sue risorse, anche se ciò "comporta uno sforzo e proprio perché comporta uno sforzo". Queste idee portarono Frankl ad una divergenza sorta negli anni '60 con Abraham Maslow, psicologo statunitense. Quest'ultimo aveva elaborato la “teoria piramidale dei bisogni” alla cui base c'erano i bisogni fisiologici e all'apice quelli psicologici; egli sosteneva che un uomo poteva ambire ai bisogni superiori o psicologici solo qualora avesse soddisfatto quelli carenziali. Frankl, dal canto suo, forte dell'esperienza da prigioniero rispose a Maslow con queste parole:
(Viktor Frankl.)

## Lasvolta copernicanae gli ultimi anni di attività
A queste prime pubblicazioni succederanno svariate altre. Al periodo 1945-1949 risalgono le pubblicazioni che costituiscono le basi dell'analisi esistenziale e della logoterapia. Avviene dunque quella che egli stesso definisce una "svolta copernicana", sia per ciò che concerne la psicoanalisi, che nella sua stessa vita: prendere consapevolezza di come la motivazione principale dell'uomo non sia il principio del piacere (Freud), né la volontà di potenza (Adler), bensì la volontà di significato, il desiderio di trovare un senso, uno scopo per la propria vita. Vivere significa prendersi la responsabilità di rispondere esattamente ai problemi che l'uomo si trova di fronte e di adempiere ai compiti che la vita pone al singolo.

Nel luglio del 1947 sposa Eleonore Schwindt, e divulga il suo pensiero in numerose conferenze in Austria e all'estero, principalmente negli Stati Uniti. Un significativo riconoscimento dell'importanza della sua tecnica terapeutica arriva nel 1970, quando a San Diego nasce il primo istituto di logoterapia. Viene invitato anche in trasmissioni radiofoniche, e pubblica circa 640 articoli che costituiscono, insieme ai pensieri espressi nei contatti epistolari mantenuti con i familiari ancora in vita, una sintesi della sua concezione della psicoterapia. Il suo impegno continua fino al 1996, quando tiene la sua ultima conferenza a Vienna, nonostante i gravi problemi derivanti da una malattia progressiva agli occhi. Vive la sua vecchiaia serenamente convinto che “si matura nella stessa misura in cui si invecchia”  finché la morte lo raggiunge nella sua città natale nel settembre dell'anno successivo.

## Influenza
Le teorie di Frankl sono state accettate da numerosi studiosi; tra questi c'è Eugenio Fizzotti, filosofo italiano, che nella presentazione al libro di Frankl Ciò che non è scritto nei miei libri asserisce che la logoterapia e analisi esistenziale offre una visione positiva dell'esistenza umana; e Giambattista Torellò, medico, psichiatra e sacerdote cattolico che nella prefazione a Uno psicologo nei lager definisce la "Terza Scuola Viennese" come il «movimento psicologico più significativo dei nostri giorni». In ordine cronologico la scuola di Frankl fu la terza; infatti la "Prima Scuola Viennese di Psicoterapia" trovò il suo iniziatore in Sigmund Freud, mentre la "Seconda Scuola Viennese di Psicoterapia" si basava sulla psicologia individuale di Alfred Adler. Anche il medico esoterico Ruediger Dahlke si richiama a Viktor Frankl appropriandosi delle sue parole: «La volontà di senso risiede nella vita. Se l'interpretazione del significato riesce, la malattia si supera più facilmente».

## Opere

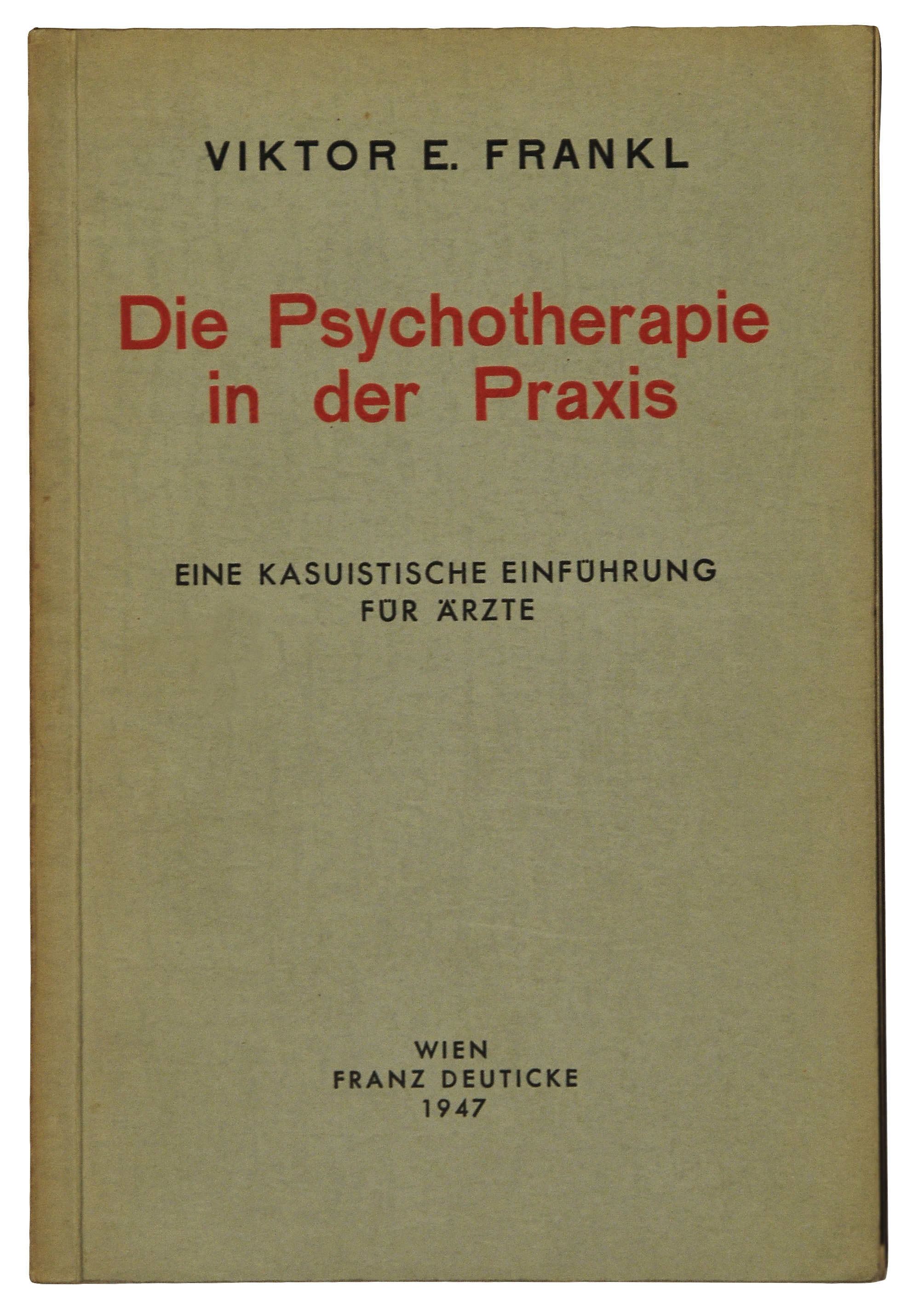
Viktor E. Frankl, Die Psychotherapie in der Praxis, 1947.

- Sul senso della vita (Über den Sinn des Lebens, 1946), collana Oscar Bestsellers spiritualità, traduzione di Elena Sciarra, Introduzione di Daniel Goleman, Milano, Mondadori, 2022, ISBN 978-88-047-5637-8.
- Uno psicologo nei lager. E altri scritti inediti, traduzione di N. Schmitz Sipos, presentazione di Daniele Bruzzone, Milano, Franco Angeli, 2017, 2023  [Milano, Ares, 1967-2012].
- Ärztliche Seelsorge. Grundlagen der Logotherapie und Existenzanalyse, Deuticke, Wien 1946.
- Psicoterapia nella pratica medica (Die Psychotherapie in der Praxis. Eine kasuistische Einführung für Ärzte, 1947), Firenze, Giunti-Barbèra, 1974.
- V.E. Frankl-Joan Baptista Torellò-John Joseph Wright, Sacerdozio e senso della vita, Milano, Ares, 1970.
- Teoria e terapia delle nevrosi, traduzione di Alfeo Bertin, a cura di Eugenio Fizzotti, Brescia, Morcelliana, 1978.
- La sofferenza di una vita senza senso, trad. e cura di Eugenio Fizzotti, Milano, Mursia, 2015, ISBN 978-88-425-5180-5.
- Un significato per l'esistenza. Psicoterapia e umanismo, Roma, Città Nuova, 1990, ISBN 978-88-8155-046-3.
- La sofferenza di una vita senza senso. Psicoterapia per l'uomo d'oggi, Leumann (To), ElleDiCi, 1992.
- V.E. Frankl et al., Ottimismo per vivere OK, Edizioni Paoline, Milano, 1994.
- Sincronizzazione a Birkenwald, Firenze, La Giuntina, 1995.
- V.E. Frankl-Franz Kreuzer, In principio era il senso. Dalla psicoanalisi alla logoterapia, Brescia, Queriniana, 1995.
- La vita come compito. Appunti autobiografici, a cura di Eugenio Fizzotti, Torino, SEI, 1997.
- Senso e valori per l'esistenza. La risposta della Logoterapia, Roma, Città Nuova, 1998.
- Le radici della logoterapia. Scritti giovanili 1923-1942, a cura di E. Fizzotti, Roma, Las, 2000.
- Logoterapia. Medicina dell'anima, a cura di Eugenio Fizzotti, Milano, Gribaudi, 2001.
- Dio nell'inconscio. Psicoterapia e religione, Brescia, Morcelliana, 2002.
- Alla ricerca di un significato della vita, a cura di E. Fizzotti, Milano, Mursia, 2005, ISBN 978-88-42-55119-5.
- La sfida del significato. Analisi esistenziale e ricerca di senso, a cura di D. Bruzzone e E. Fizzotti, Trento, Erickson, 2005.
- Logoterapia e analisi esistenziale, a cura di E. Fizzotti, Brescia, Morcelliana, 2005.
- V.E. Frankl - Pinchas Lapide, Ricerca di Dio e domanda di senso. Dialogo tra un teologo e uno psicologo, a cura di E. Fizzotti, Torino, Claudiana, 2006.
- Come ridare senso alla vita. La risposta della logoterapia, Milano, Edizioni Paoline, 2007.
- Homo patiens. Soffrire con dignità, a cura di E. Fizzotti, Brescia, Queriniana, 2007.
- Lettere di un sopravvissuto. Ciò che mi ha salvato dal lager, a cura di Eugenio Fizzotti, Soveria Mannelli (Cz), Rubbettino, 2008.
- Ciò che non è scritto nei miei libri. Appunti autobiografici sulla vita come compito, introduzione all'edizione italiana di Eugenio Fizzotti, Milano, Franco Angeli, 2012.